# واين أندرسون
واين أندرسون هو سياسي كندي، ولد في 1950 في كندا. حزبياً، نشط في United Conservative Party ‏. وقد انتخب عضو الجمعية التشريعية ألبرتا عن دائرة Highwood (electoral district) ‏ خلال فترته النيابية ‏.